# ييل (لقب)
ييل مشتقة من كلمة "iâl" والتي تعني الأرض الخصبة.
ومن حاملي هذا القب:
- إلايهو ييل (1649-1721) ، الذي سميت باسمه جامعة ييل.
- فرانكي ييل (1893–1928) رجل عصابات أمريكي.
- جيمس موراي ييل (1798–1871) ، تاجر كندي
- جون ييل (1855–1925) ، سياسي من نيويورك.
- جوناثان ييل (1987–2008) جندي في سلاح المشاة المارينز الأمريكي، حصل على وسام صليب البحرية.
- لينوس ييل الابن (1821-1868) مخترع وصانع أقفال.
- لينوس ييل الأب (1797-1858) مخترع أمريكي وصانع أقفال.